# نظرية ترتيب الأولويات

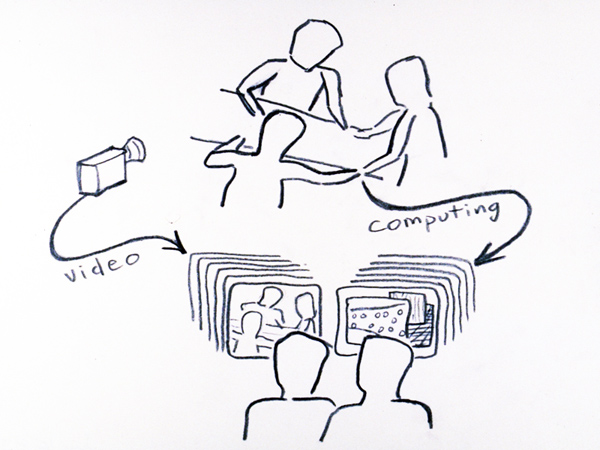

تفترض نظرية ترتيب الأولويات وجود علاقة بين القضايا التي توليها وسائل الإعلام مزيدًا من الاهتمام وبين تزايد اهتمام الجماهير بتلك القضايا. فترتيب الأولويات يعني بنقل البروز والاهتمام وتحريك القضايا من أجندة وسائل الاعلام إلى اجندة الجمهور.
ذكر نورتن لانج ان منتديات إلكترونية تعدُّ المحرك الأول في وضع الأولويات المحلية وأنها تلعب دورًا كبيرًا في تحديد ما يتحدث عنه الأفراد وما يفكرون فيه.

## الافتراضات الأساسية للنظرية
نظرية ترتيب الأولويات هي عملية خلق وعي واهتمام جماهيري من القضايا البارزة عبر وسائل الإعلام. هنالك افتراضان يشكلان أساس معظم الأبحاث في نظرية ترتيب الأولويات: (1) الصحافة والإعلام لا تعكس الواقع، بل تصفيها وتشكلها. (2) يكون تركيز الإعلام على عدد قليل من القضايا والموضوعات العامة والتي تؤدي بالعوام إلى اعتبار تلك القضايا على أنها أكثر أهمية من قضايا أخرى. واحدة من الجوانب الأكثر أهمية في مفهوم ترتيب الأولويات للتواصل الجماعي هو الإطار الزمني لظاهرة ما. أضف على ذلك أن كل وسيلة إعلام لديها جدول ترتيب أولويات خاص بها.

### التأثيرات الإدراكية لترتيب الأولويات
يحدث ترتيب الأوليات عبر عملية إدراكية تدعى ب«إمكانية الوصول», أي أن تكرار وبروز القضية التي تغطيها وسائل الأخبار الإعلامية، تصبح أكثر قابلية للوصول في ذاكرة الجماهير. في أحد الدراسات التي سئل فيها الناس عن أهم المصائب التي تواجهها البلاد كانت الأجوبة للخبر الأكثر وصولاً للذاكرة، والذي عادة هي القضية التي تركز عليها وسائل الأخبار الإعلامية بكثرة. لا يكون تأثير ترتيب الأولويات نتيجة استقبال رسالة أو عدد قليل من الرسائل، بل يكون نتيجة تأثير تراكم عدد كبير جدا من الرسائل، كل رسالة لها محتوى مختلف ولكن كلها تتعامل مع نفس القضية الأساسية.
تهتم وسائل الإعلام في تغطية المسائل العامة وترتيب الأولويات على وجه الخصوص لديها تأثير قوي بتوجيه أفكار الأفراد في ماذا يفكر الأفراد الآخرون، وبالتالي فإن تلك الأفراد تميل إلى تخصيص المزيد من الأهمية إلى القضايا التي تم تغطيتها على نطاق أوسع عبر وسائل الإعلام.
للإعلام تأثير واقعي على المجتمع بشكل مخصص وغير واقعي حيث يتم استدراك بعض المناهج الغير منطقية والغير مدرجة حتى تكثر بشكل سلبي تأثيرات هائجة على الحكومة